# Rangpo
Rangpo là một thị xã của quận East thuộc bang Sikkim, Ấn Độ.

## Địa lý
Rangpo có vị trí 27°11′B 88°32′Đ / 27,18°B 88,53°Đ Nó có độ cao trung bình là 333 mét (1092 feet).

## Nhân khẩu
Theo điều tra dân số năm 2001 của Ấn Độ, Rangpo có dân số 3724 người. Phái nam chiếm 55% tổng số dân và phái nữ chiếm 45%. Rangpo có tỷ lệ 70% biết đọc biết viết, cao hơn tỷ lệ trung bình toàn quốc là 59,5%: tỷ lệ cho phái nam là 75%, và tỷ lệ cho phái nữ là 63%. Tại Rangpo, 13% dân số nhỏ hơn 6 tuổi.